# Roman Jäger
Roman Jäger (Weißenkirchen in der Wachau, 24 oktober 1909 - Vydrau, spoorloos verdwenen sinds 22 september 1944) was een nationaalsocialistische jurist en parlementslid voor de NSDAP in de Rijksdag.

## Leven
Op 24 oktober 1909 werd Roman Jäger in Weißenkirchen in der Wachau geboren. Hij was de zoon uit een wijnboer familie. Na het volgen van onderwijs aan de Volksschule in Weißenkirchen, en het gymnasium in Seitenstetten en Krems an der Donau. Jäger ging rechtswetenschappen studeren aan de Universiteit van Wenen, en promoveerde in 1934. Zijn verdere professionele carrière werd belemmerd door zijn politieke activiteiten: na een paar maanden gewerkt te hebben bij de rechtbank van Spitz an der Donau, werd hij op basis van "onwaardig voor vertrouwen" ontslagen, en ging vervolgens werken in het bedrijf van zijn ouders.
Vanaf 1924 was hij actief in de Nationalsozialistischen Arbeiterjugend, een voorloper van de Hitlerjugend. Vanaf 1929 trad Jäger als partijspreker op. Op 24 juni 1931 werd hij lid van de NSDAP. In 1932 was Jäger functionaris in de Nationalsozialistischer Deutscher Studentenbund (NSDStB)  (vrije vertaling: Nationaalsocialistische Duitse Studentenbond). In 1933 werd het hem verboden nog actief te werken in de jeugdopleiding, die had hij uitgeoefende als Gaujugendturnwart. 
Vanaf 1 augustus tot 10 oktober 1933 was Jäger in hechtenis vanwege zijn politieke activiteiten. Later werd hij Kreisleiter in het Waldviertel. In het voorjaar van 1936 vluchtte hij vanwege zijn politieke activiteiten. Jäger werd gevangengezet, en kreeg op 23 juli 1936  amnestie.
Een vermelding in het handboek van de Rijksdag, geeft aan dat voor 1937 Jäger al Gauschulungsleiter  (vrije vertaling: gouwscholingsleiter) en zelfs Gauleiter (gouwleider) was. Op 12 maart 1938 werd Jäger benoemd tot SA-Standartenfüher (kolonel). In 1938 vluchtte hij opnieuw totdat hij amnestie kreeg.
Na de Anschluss, was Jäger voor een korte tijd gouwleider van de Gau Niederdonau. (Gouw Neder-Donau). Op 12 maart 1938 werd hij benoemd tot Landeshauptmann van Neder-Oostenrijk en Kreisführer des Reichsbundes für Leibesübungen. Vanaf mei 1938 was hij Gauschulungsleiter in de Gau Niederdonau.
In 1938 beschreef Jäger zichzelf in zijn hagiografie als rooms-katholiek voor het handboek van de Rijksdag. In december 1940 trouwde hij met Helene Naber-Binder, de voormalige leider van de BDM-Obergau Niederdonau, en werd hij door de burgerlijke stand geregistreerd als "gottgläubig".

### Rol tijdens de Tweede Wereldoorlog en verdwijning
Tijdens de Tweede Wereldoorlog nam Jäger deel aan de Slag om Frankrijk. Vanaf 1940 tot 1944 was hij als politiek leider onmisbaar gesteld. In 1944 werd Jäger als Leutnant aan het Oostfront ingezet. Hij was bij het 946e Grenadier-regiment in de 357. Infanterie-Division  (357e Infanteriedivisie) geplaatst. 
Jäger sneuvelde hoogstwaarschijnlijk in september 1944, in de strijd tegen het Rode Leger om de Duklapas in het oostelijk deel van de Karpaten. In 1955 werd hij door de arrondissementsrechtbank in Wenen officieel doodverklaard. Het tijdstip van zijn overlijden werd met terugwerkende kracht vastgesteld op 22 september 1944.

## Lidmaatschapsnummer
- NSDAP-nr.: 511390 (lid geworden 24 juni 1931[2])